# George Snell
Pour les articles homonymes, voir Snell.
George Davis Snell, né le 19 décembre 1903 à Bradford dans le Massachusetts et mort le 6 juin 1996, est un biologiste américain. Il reçoit le prix Nobel de physiologie ou médecine en 1980 pour ses travaux sur le complexe majeur d'histocompatibilité.

## Biographie
George Snell fait tout d'abord des études de mathématique et de sciences à Dartmouth. Il s'intéresse alors à la génétique et soutient sa thèse de science à l'université Harvard en 1930 auprès de William Castle. Il fait un postdoctorat à l'Université du Texas sur les effets des rayons X sur la souris. Il intègre le Jackson Laboratory de Bar Harbor en 1935 et y effectuera toute sa carrière.
En 1980, il reçoit le prix Nobel de physiologie ou médecine avec Baruj Benacerraf et Jean Dausset pour leurs travaux sur le complexe majeur d'histocompatibilité et son rôle dans l'immunité cellulaire.